# Dogomet
Dogomet est une ville et une sous-préfecture de Guinée, rattachée à la préfecture de Dabola et à la région de Faranah. 

## Population

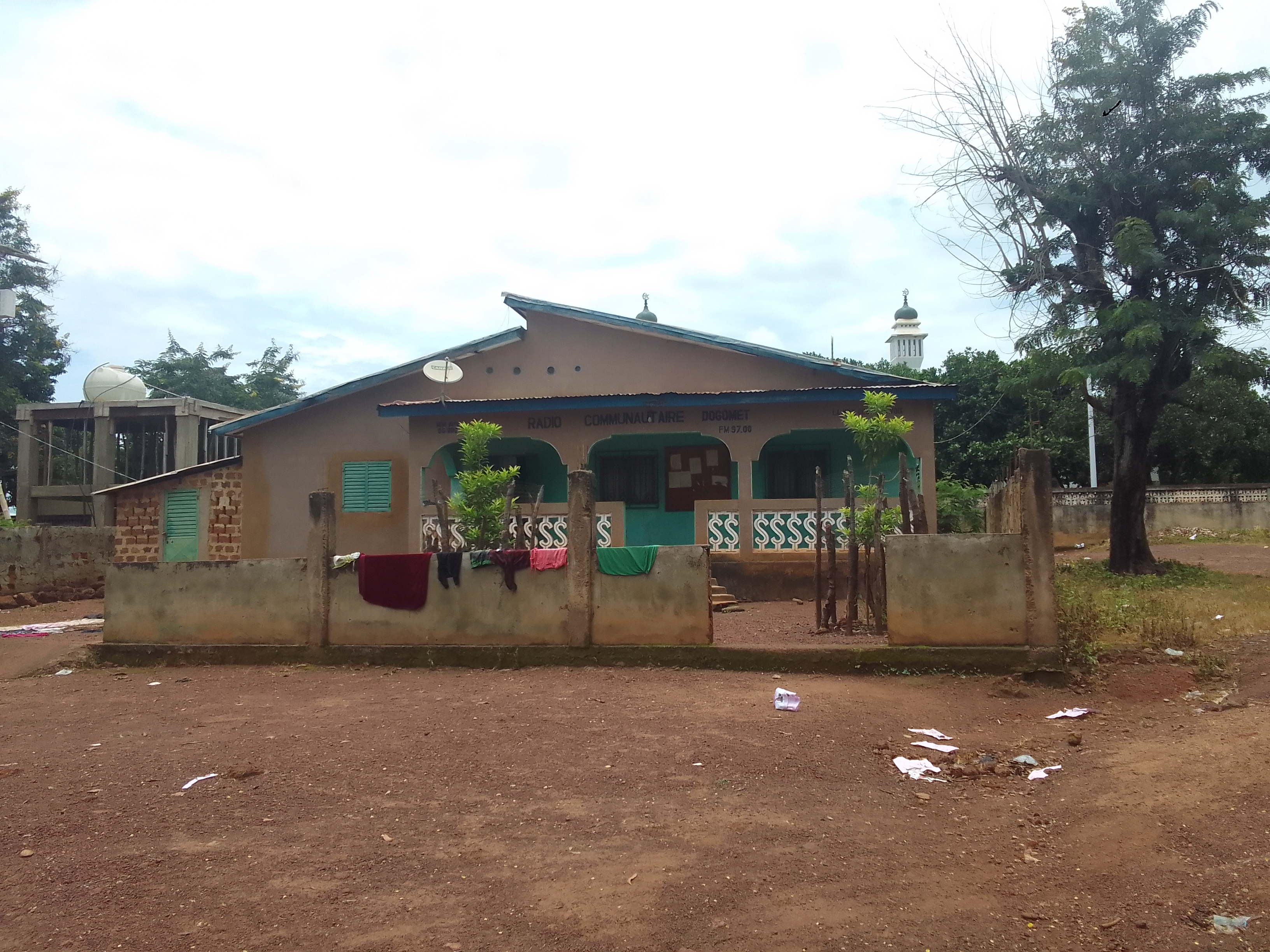
Radio rural de Dogomet en 2024

En 2016, le nombre d'habitants est estimé à 29 676, à partir d'une extrapolation officielle du recensement de 2014 qui en avait dénombré 27 748 .